# Modernisierungswagen

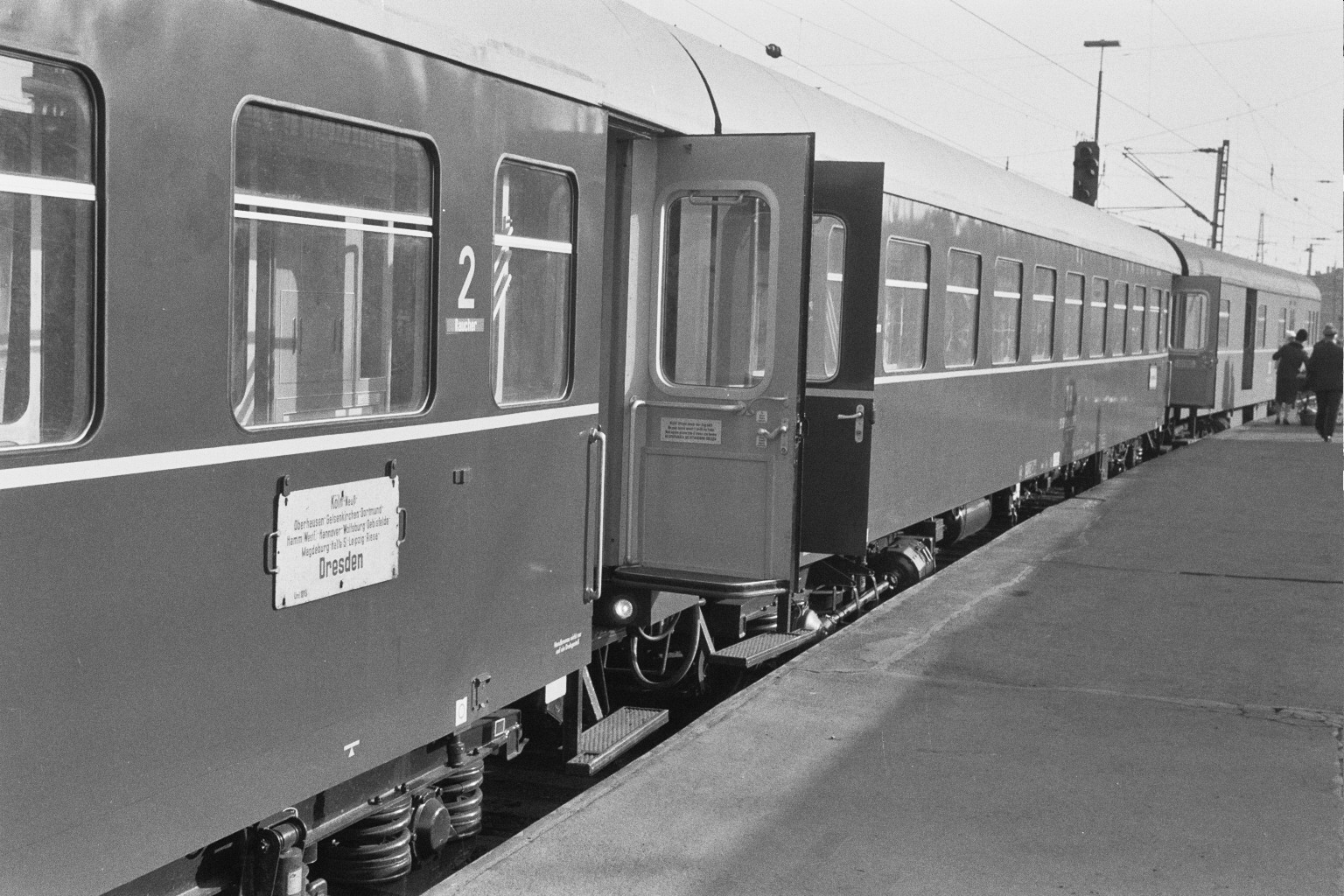
Modernisierungswagen in einem Schnellzug (1970)

Als Modernisierungswagen oder MOD-Wagen (inoffizielle Abkürzung) wird eine Reisezugwagenserie der Deutschen Reichsbahn (DR) der modernen Abteilwagenbauart bezeichnet, die in den 1960er Jahren aus Altbauwagen aus der Zeit vor dem Zweiten Weltkrieg entstanden ist. Die Fahrzeuge ähneln im Aussehen den später entstandenen Reko-Wagen.

## Geschichte

### Ablösung alter Wagen
Wie die Deutsche Bundesbahn (DB) hatte auch die DR nach dem Zweiten Weltkrieg neben einem deutlichen Wagenmangel auch mit einer erheblichen Überalterung des Wagenparks der Personenwagen bis in die 1970er Jahre hinein zu kämpfen. Noch immer bildeten Schnellzugwagen preußischer und sächsischer Bauarten sowie die von der DRG beschafften Schnellzugwagen und Eilzugwagen das Gros des Wagenparks für Schnell- und Eilzüge. Die begrenzten Ressourcen der DDR-Wirtschaft reichten nur für eine eher kleinere Serie moderner UIC-Y-Wagen für den Einsatz nach dem Ausland und in Interzonenzügen, aber sie reichten nicht aus, die wenig zeitgemäßen Betriebsmittel für den schnellen Fernverkehr zu erneuern und zu verjüngen, obwohl der Unterhalt der alten Fahrzeuge einen erhöhten Aufwand bedeutet hatte. Wie bei dem Programm der Rekowagen ging die DR dazu über, die Vorkriegs-Schnellzugwagen zu modernisieren.
Verwendet wurden noch brauchbare Baugruppen der älteren Wagen. In der ersten Planungsphase waren dies nur die geschweißten Wagen der Verwendungsgruppe 35 und Schürzenwagen der Gruppe 39, die bei der DR als D 2 bzw. D 1 eingereiht waren. Später weitete man das Programm auf die genieteten Wagen der Verwendungsgruppe 29 (D 3), Eilzugwagen E 36 (D 9) und ausländische, nach dem Zweiten Weltkrieg bei der DR verbliebene Wagen aus.

### Serienwagen
Einen ersten Musterwagen baute das Raw Delitzsch im Jahr 1960. Dieser Wagen der zweiten Klasse wurde auf einem älteren Bodenrahmen aufgebaut. Er wurde als Bauart Bge eingereiht. Im gleichen Jahr wurden 20 Gepäckwagen der Modernisierungsbauart ausgeliefert, für die ebenfalls Teile alter Gepäckwagen verwendet wurden, die sonst aber Neubauten waren. Sie hatten pro Seite zwei vierflügelige Ladetüren. Ein Teil hatte einen mit verschiebbaren Drahtgittern abgetrennten Seitengang mit Zollabteil für den internationalen Verkehr. Später folgten weitere Serien. Diese Wagen waren bis 1993 auch in Zügen Richtung Westen im Einsatz. Bezeichnet waren sie als Dge und Dgse. Das Nebenzeichen „e“ entfiel 1986, weil die elektrische Heizung zur Regelbauart geworden war. Die Deutsche Bahn AG übernahm noch einen Teil der Wagen und reihte sie als Dg 950.0 und Dgs 950.1 ein. Sie waren bis 1996 im Einsatz.
1961 begann die Serienfertigung der Sitzwagen in Delitzsch. Zuerst wurden Wagen der zweiten Klasse und gemischtklassige Wagen Typ ABge ausgeliefert. Ab 1962 folgten Fahrzeuge der ersten Klasse, Age und Buffetwagen Bgre. Die Buffetwagen gingen aber erst ab 1964 in Serie. 17 Wagen dieser Bauart wurden gefertigt. Der Buffetbereich hatte einen 3,5 Meter langen Gastraum mit zwei Stehtischen, dem eine Anrichte und Theke folgte.
Von dem Spenderwagen wurden nur der Bodenrahmen, das Laufwerk und die Bremsanlage übernommen. Auf dem alten Bodenrahmen wurde ein Wellblechboden aufgeschweißt. Ansonsten wurde ein neuer stählerner, mittragender Wagenkasten hergestellt. Dieser war 2935 Millimeter breit und maß bis zur Dachkante 3980 Millimeter. Die Masse der Wagen schwankte zwischen 34 und 40 Tonnen. Weil die Untergestelle in ihren Maßen belassen wurden, hatten die Modernisierungswagen je nach Herkunftsfahrzeug verschiedene Wagenlängen und Drehzapfenabstände. Da die Maße der Abteile und Türen gleich blieben, wurde die Differenz mit unterschiedlich langen Vorräumen und WC-Kabinen ausgeglichen. Die Übergänge waren mit einem Gummiwulst geschützt. Die Übergangstüren waren zuerst als Falttüren ausgeführt, später ging man zu Doppelschiebetüren über, die im Gegensatz zu den Reko- und Neubauwagen in Taschen liefen. Die Einstiegstüren, die bündig mit der Außenwand lagen, waren Drehtüren mit versetztem Drehpunkt und hatten Senkfenster.
Alle Abteile der zweiten Klasse wiesen eine Länge von 1700 Millimeter auf, die der ersten Klasse waren 2113 Millimeter lang ausgeführt worden. Die Wagen der ersten Klasse hatten sieben Abteile, die der zweiten neun, die gemischtklassigen je vier A- und B-Abteile. Die einheitlich 1200 Millimeter breiten Fenster waren im unteren Teil feststehend, das obere Viertel konnte mit einer Kurbel nach oben geöffnet werden. Die Inneneinrichtung entsprach dem Zeitgeschmack der 1960er Jahre. Leicht gepolsterte Sitze, die in den Abteilen acht Reisenden Platz boten, waren mit in blaugrau gehaltenem Kunstleder überzogen und als durchgehende Bank ausgeführt. In der ersten Klasse fanden die Reisenden sechs stoffgepolsterte Einzelsitze vor. Die Wandverkleidung bestand in der ersten Klasse aus einem Holzimitat, die der zweiten Klasse war schlicht graues Sprelacart. Den Gang trennte zwischen den Wagenklassen eine Mitteltür, die ebenso wie die Abteiltüren aus Aluminium gefertigt wurde.
Ausgerüstet waren die Modernisierungswagen mit einer Niederdruckumlaufdampfheizung Nuhz, die meisten verfügten auch über Widerstandsheizkörper zur elektrischen Beheizung des Innenraums. Die Beleuchtung wurde durch Gleichstromgeneratoren gespeist, die bei den Altbaudrehgestellen von einer Achse durch Riemen, bei den Görlitz-V-Drehgestellen durch Gelenkwellen angetrieben wurden, und im Stand von einer 110-V-Batterie versorgt.
Übernommen wurden auch in den ersten Jahren die alten Drehgestelle Bauart Görlitz III der Spenderwagen mit und ohne vierte Federung, die aber auf Rollenlager umgerüstet wurden. Ein Teil der Wagen behielt sogar die Seitenschürzen der Schürzenwagen.
Die ab 1964 hergestellten, einheitlich 21,25 Meter langen "Modernisierungswagen" waren komplette Neubauten des Raw Delitzsch und liefen auf Drehgestellen der Bauart Görlitz V. Diese wurden bis 1970 gebaut. Bei einigen Wagen beließ man zu Anfang die Bremsbauarten der Spenderfahrzeuge, insbesondere die Hildebrand-Knorr-Bremse Hikssbr, später Hik-GPR. Später gelieferte Wagen erhielten beim Umbau die Knorr-Einheitsbremse KE-GPR, auf die nach und nach alle Modernisierungswagen umgerüstet wurden.
Die Höchstgeschwindigkeit betrug bei dieser Wagenbauart anfangs 140 km/h. Als sie nur noch im Binnenverkehr verwendet wurde, konnte die Geschwindigkeit auf 120 km/h herabgesetzt werden, um die Revisionsintervalle strecken zu können.

## Einsatz
Die Modernisierungswagen kamen sofort in Zügen des Binnen- und Interzonenverkehrs zum Einsatz. Sie erreichten damit auch den Bereich der Bundesbahn. Häufig waren sie in den Transitzügen Berlin – Hamburg vertreten. Die Wagen mit Mehrspannungsheizung waren international freizügig einsetzbar und wurden auch so genutzt. Typischerweise liefen in den ansonsten aus vierachsigen Rekowagen gebildeten Binnenverkehrsschnellzügen zwei oder drei A bzw. AB-Wagen in Zugmitte vor und hinter dem Speisewagen. Der B-Teil eines AB-Wagens wurde in der Regel für Sonderabteile (Dienstabteil, für Lok- und Zugpersonale auf Gastfahrt, Mutter und Kind, Schwerbeschädigte) genutzt. Mit der Auslieferung der UIC-Y-Wagen, vor allem aber nachdem das Raw Halberstadt Bmhe-Wagen und später Wagen des UIC-Z-Typs an die DR ausgeliefert hatte, wurden die Modernisierungswagen bevorzugt im Eilzugdienst verwendet. In den 1990er Jahren waren sie nur noch in untergeordneten Diensten zu finden. Dabei wurden einige Ag-Wagen als Wagen zweiter Klasse eingesetzt, besonders in Sachsen.
Ursprünglich waren alle Wagen dunkelgrün lackiert, mit einem weißen dünnen Zierstreifen unterhalb des Fensterbereichs, schwarz abgesetztem Langträger und grauem Dach, analog zu den Rekowagen. Ab 1970 begann man, die Wagenkästen bei Hauptuntersuchungen außer dem Dach einheitlich dunkelgrün zu lackieren. Ab den 1980er Jahren wich dieser Anstrich dem neuen DR-Schema in chromoxidgrün-elfenbein mit rehbraunem Dach. Bei Gepäckwagen, die vorwiegend in Personenzügen eingesetzt wurden, entfiel, wie bei den Reko-Halbgepäckwagen, der elfenbeinfarbige Fensterbereich. Nicht alle Wagen wurden umlackiert, einige blieben bis zu ihrer Ausmusterung dunkelgrün.
Von 1970 bis 1975 erprobte man mit einem Wagenzug aus Modernisierungswagen die automatische UIC-Mittelpufferkupplung im Reisezugdienst.

## Übersicht der Modernisierungswagen
| Ursprungsbauart   | Gattung nach Modernisierung | Länge über Puffer | erstes Baujahr | Plätze        |
| ----------------- | --------------------------- | ----------------- | -------------- | ------------- |
| AB4ü-35,-38       | Age                         | 21 820 mm         | 1962           | 42            |
| ABC, BC4ü-35, -39 | Age, ABge, Bge              | 21 250 mm         | 1960–62        | 42, 24/32, 72 |
| C4ü-35, -38       | ABge, Bge                   | 21 270 mm         | 1960, 61       | 24/32, 72     |
| Gruppe 28         | Age                         | 21 720 mm         | 1962           | 42            |
| C4üp-36           | ABge                        | 21 450 mm         | 1961           | 24/32         |
| Neubau            | Age, ABge, Bge              | 21 250 mm         | 1964–70        | 42, 24/32, 72 |